# Вулиця Інститутська (Хмельницький)
Ву́лиця Інститу́тська розташована у Південно-Західному мікрорайоні міста серед масиву багатоповерхової забудови, пролягає від вул. Кам'янецької до вул. Молодіжної.

## Історія виникнення
Виникла у 1965 році під час забудови нового мікрорайону на південно-західній околиці міста як вулиця, що починалась від корпусів загальнотехнічного факультету Львівського поліграфічного інституту імені Івана Федорова (звідси й назва вулиці), який 1967 року став самостійним вишем — Технологічним інститутом побутового обслуговування (нині — Хмельницький національний університет).

## Заклади освіти

### Хмельницький національний університет
До 1962 року Хмельницький був єдиним обласним центром України, який не мав жодного вищого навчального закладу. Водночас бурхливий розвиток промисловості міста й області вимагав притоку значної кількості інженерно-технічних кадрів. Цю проблему певною мірою могло розв'язати створення хоча б загальнотехнічного факультету від якогось існуючого інституту, що саме й ініціювали міські та обласні органи влади. 6 червня 1962 року ректор Українського поліграфічного інституту імені Івана Федорова Володимир Шпиця, виконуючи розпорядження міністра вищої та середньо-спеціальної освіти УРСР, підписав наказ з організації загальнотехнічного факультету від свого вишу у Хмельницькому. З цієї, на перший погляд, буденної події розпочинається історія розвитку й становлення першого вищого навчального закладу міста.
Спочатку факультет був розміщений у колишньому приміщенні міської друкарні, що розташовувалася в старому будинку на розі Театральної і Грушевського (нині на місці цього будинку — «Промінвестбанк»). Але, маючи на меті перспективу створення самостійного вишу, облвиконком вирішив в 1963 року для потреб факультету передати нещодавно побудований навчальний корпус школи-інтернату на вулиці Фрунзе (нині — вул. Кам'янецька), 112. Саме цей триповерховий корпус на околиці міста став першим навчальним корпусом новоствореного вишу. На той час місце, де розташовувався факультет, справді було околицею Хмельницького. Південно-Західного мікрорайону ще не існувало — на його місці простягалися сади та поля радгоспу лікарських рослин. Зараз важко повірити, що там, де нині побудовані споруди студентського містечка і багатоповерхові будинки, колись квітували поля опійного маку, які нікого не цікавили.
У 1962 році на перший курс загальнотехнічного факультету було зараховано 250 студентів та ще 200 переведено на старші курси з інших вишів. Першим деканом призначили Семена Михайловича Ганжурова. В 1966 році факультет отримує статус філії Українського поліграфічного інституту, а з вересня 1967 року стає самостійним навчальним закладом — Хмельницьким технологічним інститутом побутового обслуговування (ХППО). В ньому діяло три факультети, загальна кількість студентів сягнула 1500 осіб, на 9 кафедрах працювало 65 викладачів і лаборантів. Першим ректором став той же С. Ганжуров.
У 1974 році ректором призначили Радомира Сіліна, який перебував на цій посаді 27 років і зробив вагомий внесок у розвиток інституту. ХТІПО перетворюється на багатопрофільний виш, проведена масштабна розбудова інституту (будують нові навчальні корпуси, гуртожитки, спорткомплекс, житлові будинки тощо), з 1994 року інститут акредитований за IV рівнем і отримав статус Технологічного університету Поділля (ТУП). На початку 2002 року тут було 11 106 студентів, понад 600 викладачів, серед яких 47 докторів наук і професорів та 319 кандидатів наук і доцентів, 8 факультетів, 32 спеціальності, 8 навчальних корпусів, 5 багатоповерхових гуртожитків.
Нова сторінка в історії вишу відкрилася наприкінці 2003 року — в грудні Технологічний університет Поділля отримав статус класичного та став державним університетом, у серпні 2004 року йому присвоєна найвища категорія. Відтепер він носить назву Хмельницький національний університет.

### Інші заклади
- Інститутська, 8/1 — некомерційне підприємство «Подільський центр медичної допомоги» громадської організації «Сіліцея-Кластер».
- Інститутська, 10 — Вище професійне училище № 4[3].
- Інститутська, 14/4 — заклад дошкільної освіти № 28 «Пролісок»[4].
- Інститутська, 18 — Управління праці та соціального захисту Хмельницької міської ради.
- Інститутська, 19/3 — заклад дошкільної освіти № 26 «Кульбабка»[5].

## Забудова
Забудовуватись вулиця почала у 1960-х роках на місці колишніх полів радгоспу лікарських рослин. Переважає багатоповерхова забудова. Є декілька магазинів.

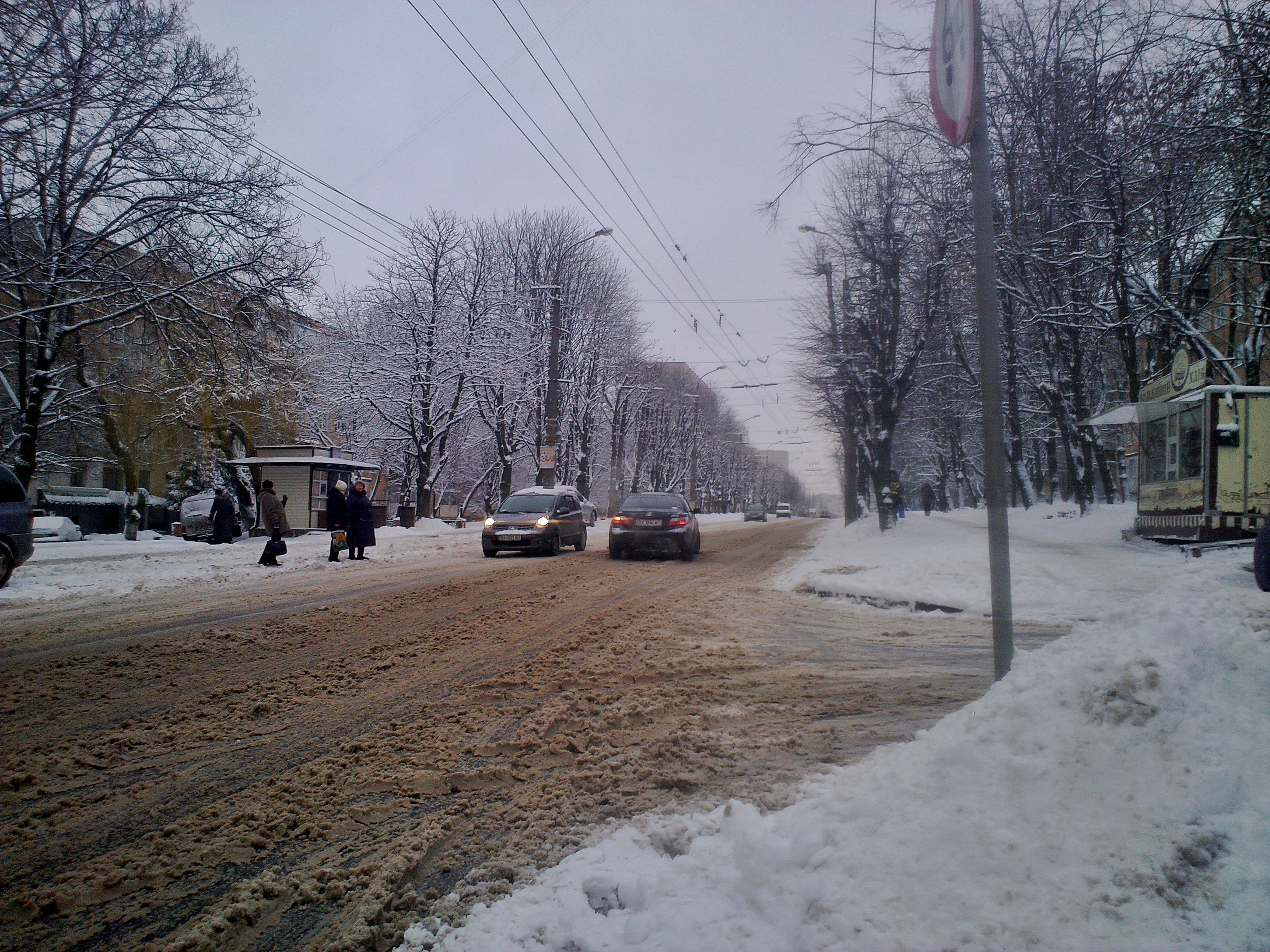
Вулиця Інститутська взимку
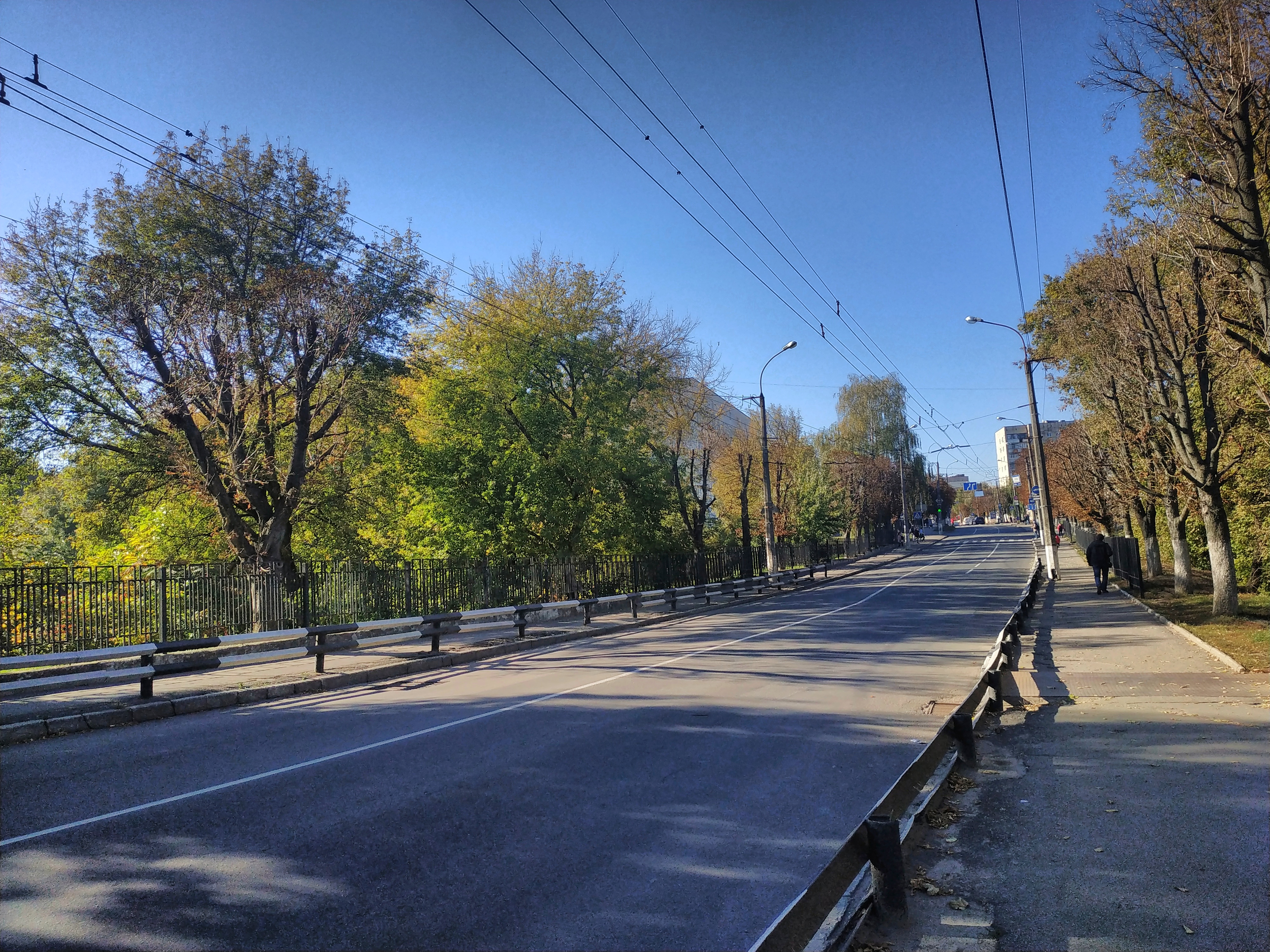
Вулиця Інститутська
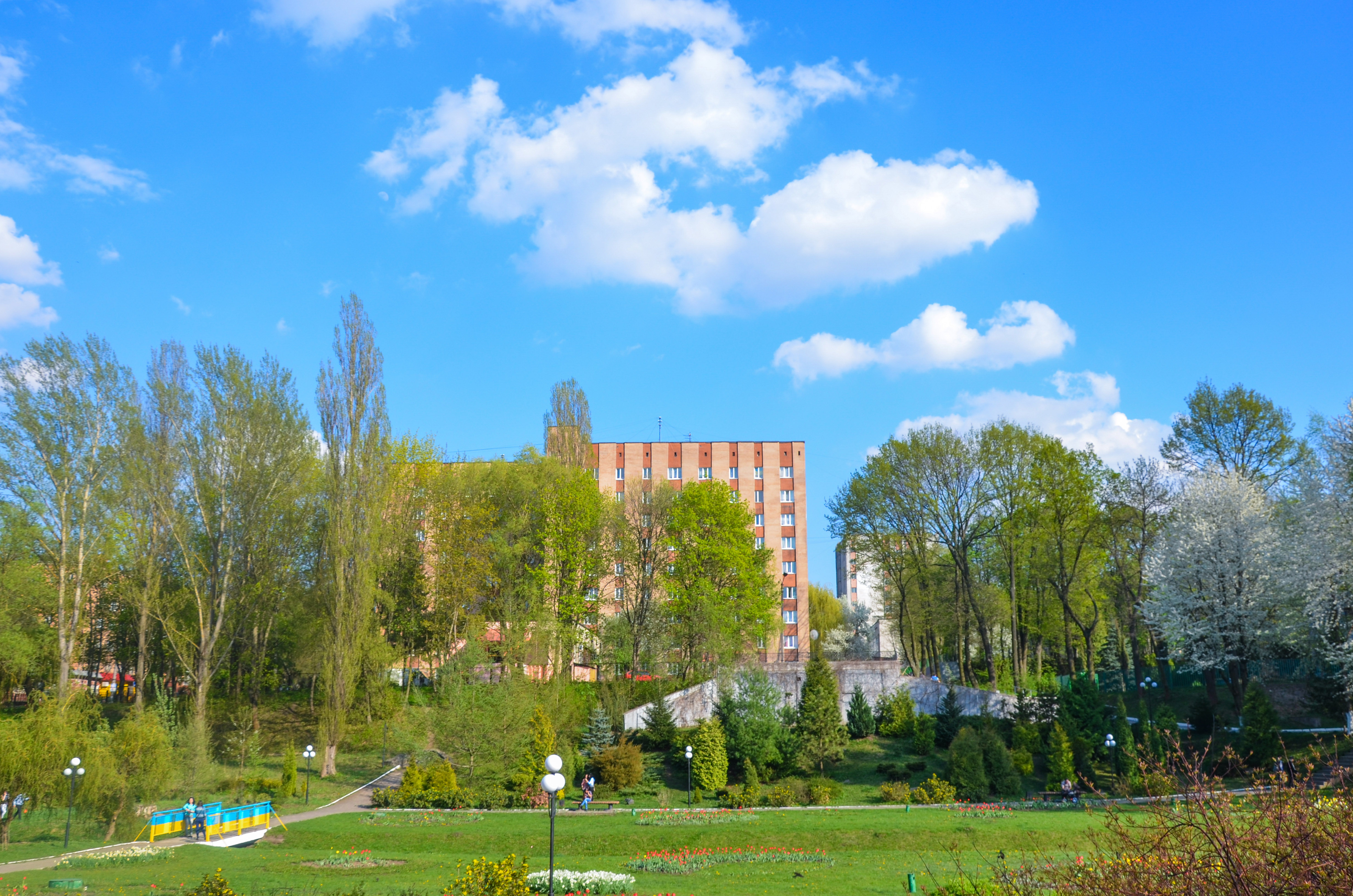
Ботанічний сад
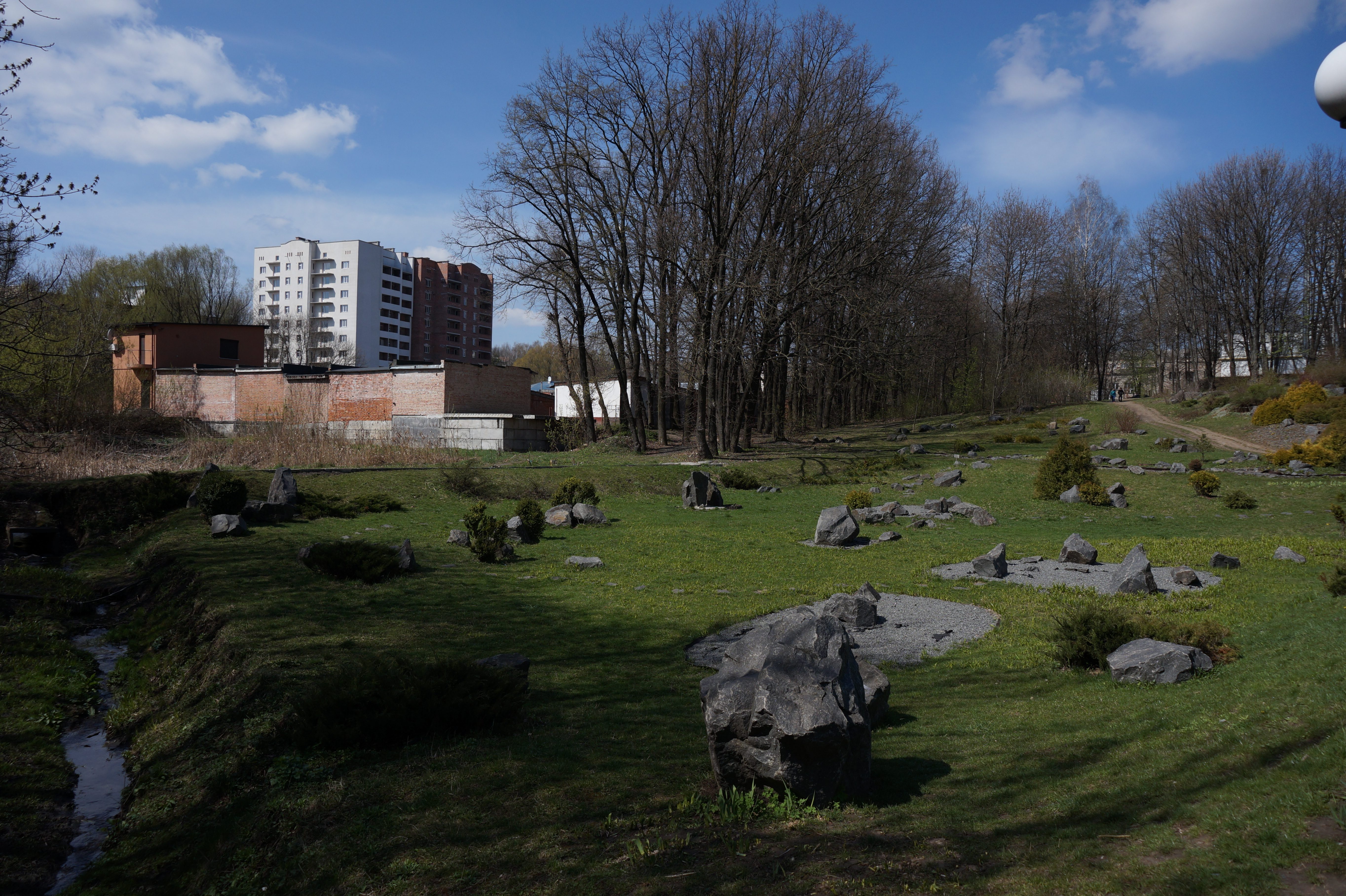
Рокарій у ботанічному саду
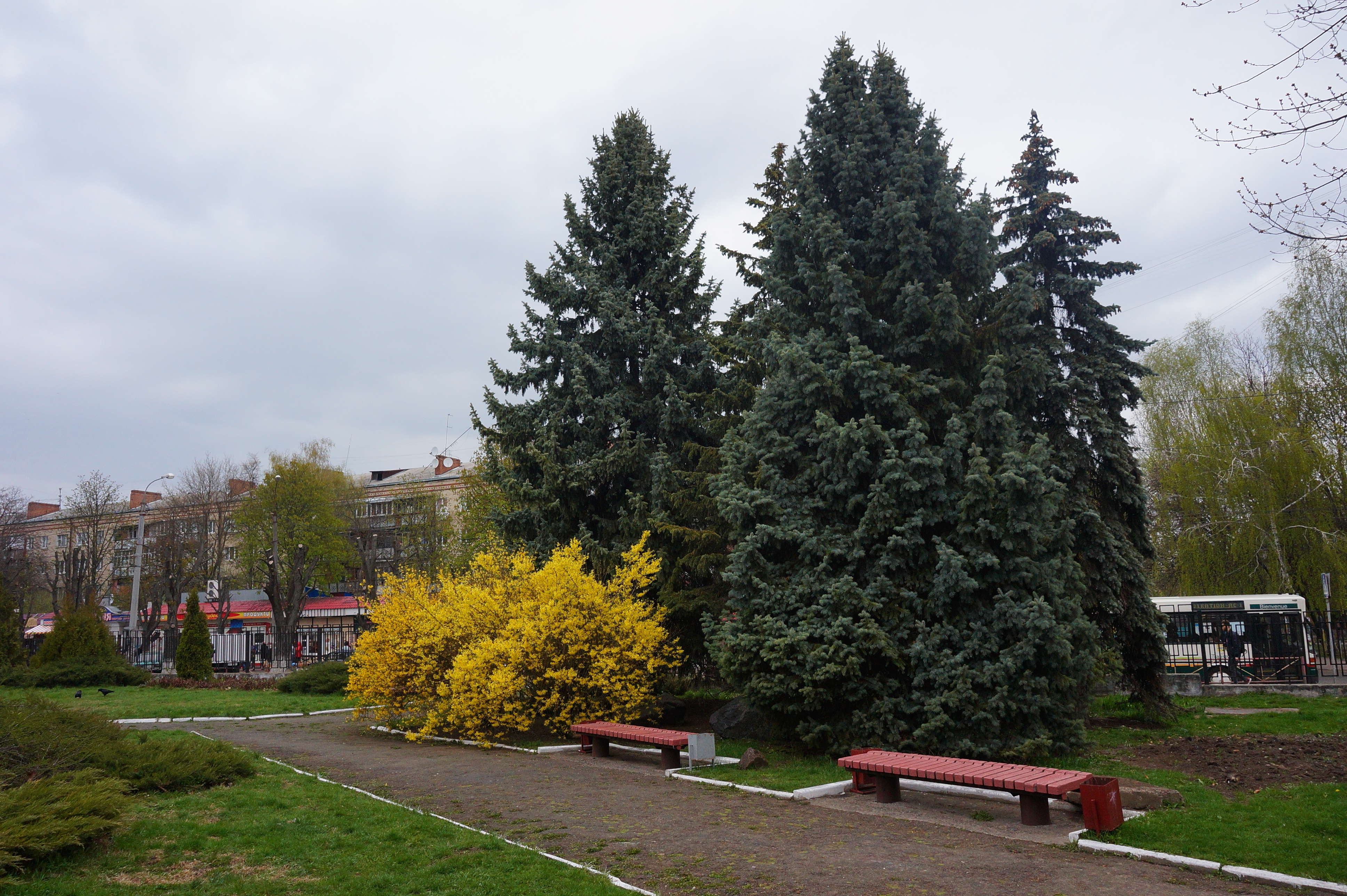
Ботанічний сад на території університету